# Željko Rebrača
Željko Rebrača (Prigrevica, 9. travnja 1972.) umirovljeni je srbijanski košarkaš. Bivši je NBA igrač i najkorisniji igrač finala Eurolige. Izabran je u 2. krugu (54. ukupno) NBA drafta 1994. od strane Seattle SuperSonicsa.

## Europa
Svoju profesionalnu karijeru započeo je u Partizanu. U sezoni 1991./92. s Partizanom je osvojio Euroligu. U sezoni 1994./95. prešao je u Benetton iz Trevisa. Za njih je igrao četiri sezone, te s trenerom Mikeom D'Antoniom osvojio talijansko prvenstvo 1997. godine. S Bennetonom je još osvojio Saporta kup 1999. i talijanski superkup 1998. Od 1999. do 2001. Rebrača je igrao za europskog košarkaškog diva Panathinaikosa. S njima je osvojio dva grčka prvenstva i naslov europskog prvaka 2000. godine, gdje je i osvojio svoj naslov za najkorisnijeg igrača finala Eurolige.

## NBA i povratak u Europu
Izabran je u 2. krugu (54. ukupno) NBA drafta 1994. od strane Seattle SuperSonicsa. Sonicsi su ga odmah mijenjali u Minnesota Timberwolvese, a oni zatim u Toronto Raptorse, te je na kraju završio u Pistonsima. U NBA ligi je igrao za Pistonse, Atlanta Hawkse i Los Angeles Clipperse. U svojoj rookie sezoni 2001. prosječno je bilježio 6.9 poena i 3.9 skokova. Tijekom svoje NBA karijere prosječno je bilježio 5.9 poena i 3.2 skokova za 15.3 minute provedene na parketu. Imao je problema sa srcem i zbog toga je propustio većinu utakmica, uključujući i prvi dio sezone 2005./06. U sezoni 2006./07. nakon što je bio na listi ozljeđenih Clippersi su ga otpustili, a on je ubrzo potpisao za španjolsku momčad Pamesu Valenciju. 17. prosinca 2007., Rebrača se povukao iz profesionalne košarke.

## Reprezentacija
Kao član košarkaške reprezentacije Srbije i Crne Gore osvojio je brojne medalje. Na Europskim prvenstvima u Grčkoj 1995. i Španjolskoj 1997. osvojio je zlatne medalje, a na Svjetskom prvenstvu 1998. također zlatnu medalju. Na Olimpijskim igrama u Atlanti 1996. osvojio je srebrnu medalju.

## Vanjske poveznice
- Profil na NBA.com
- Profil na Basketball-Reference.com